# Stadion Centralny w Janowie
Stadion Centralny – wielofunkcyjny stadion w Janowie, na Litwie. Został otwarty w 1987 roku. Może pomieścić 2000 widzów. Swoje spotkania rozgrywają na nim piłkarze klubu FK Jonava.
W trakcie modernizacji w latach 2017–2021 obiekt zyskał zupełnie nowy wygląd, m.in. powstała nowa trybuna główna, maszty oświetleniowe, a także czterotorowa (sześciotorowa na głównej prostej), tartanowa bieżnia lekkoatletyczna. Otwarcie stadionu po przebudowie miało miejsce 10 czerwca 2021 roku, a na inaugurację odbył się mecz półfinałowy w ramach towarzyskiego turnieju Baltic Cup pomiędzy kobiecymi reprezentacjami piłkarskimi Litwy i Łotwy (5:0).